# Страхович, Константин Иванович
Константин Иванович Страхович (1904, Санкт-Петербург – 1968, Ленинград) — советский учёный-газогидравлик, специалист в области термодинамики, компрессоростроения, гидромеханики, баллистики; профессор нескольких вузов Ленинграда.

## Биография
Родился в семье потомственного дворянина чиновника Государственного банка Ивана Осиповича Страховича, женатого на Раисе Константиновне Заботкиной, 18 сентября (1 октября) 1904 года.
С 1913 года учился в 3-й петербургской гимназии, после окончания которой в 1919 году поступил на математико-механическое отделение физико-математического факультета Петроградского университета. Курс университета окончил в 1924 году со специализациями «прикладная математика» и «теоретическая физика».
Работать начал ещё в студенческие годы. С ноября 1921 года преподавал физику и электронику на курсах телеграфистов и математику в школе телеграфных и телефонных механиков. С мая 1923 по октябрь 1925 года служил в качестве научного сотрудника Отделения естествознания в Публичной библиотеке. В характеристике, данной профессором Гернетом, сказано: «Свойственная ему <К. Н. Страховичу> энергия и любовь к книге дают, по моему мнению, основания надеяться, что будет ценным работником в библиотеке». Страхович был занят составлением систематического каталога по математике, механике, астрономии и физике, редактировал соответствующие отделы «Научно-библиографического бюллетеня» Публичной библиотеки. Он также подготовил обзорную статью о состоянии работ по математике по зарубежным изданиям с 1914 по 1924 годы и систематизированную аннотированную библиографию по теории относительности. В 1925-1926 уч. году преподавал на ВКБ Публичной библиотеки научную организацию труда.
С 1925 года работал в Метрологическом институте Главной Палаты мер и весов, сначала на должности лаборанта, затем метролога, учёного секретаря. Одновременно вёл занятия по физике и основам астрономии в Военно-морском училище им. М. В. Фрунзе. Тогда же в 1925 году принят на работу научным сотрудником в Государственный гидрологический институт. В 1927 году защитил там диссертацию на теме «Основные задачи гидромеханики и движение твёрдого тела в жидкости».
Круг научных интересов на то время определился, как гидроаэромеханика, газодинамика, теоретическая механика, гидравлика. В 1930-е годы преподавал и вёл научные исследования Политехническом и Технологическом институтах, Ленинградском университете. Соорганизатор и заместитель директора Всесоюзного котлотурбинного института. Создал первую в стране кафедру компрессорных машин и станций. Научные разработки Страховича на тот момент опережали подобные работы за рубежом. В 1937 году опубликован его оригинальный и новаторский курс «Прикладная гидродинамика». В январе 1941 года участвовал в организации Авиационного института, возглавил в нём кафедру аэродинамики и винтов. В начале Великой Отечественной войны провёл в НИИ математики и механики ЛГУ несколько специальных исследований по оборонной тематике. В 1941 году жил по адресу: Ленинград, Конная ул., 5/3, кв. 26.

### Арест и реабилитация
Был арестован 20 декабря 1941 года по делу члена-корреспондента АН СССР В. С. Игнатовского. Страховичу были предъявлены обвинения в антисоветской и пораженческой деятельности, которые он под воздействием пыток был вынужден подписать и 13 января 1942 года был приговорён Военным трибуналом Ленинградского фронта по обвинению по статьям 58-3, 58-10 ч. 2, 52-11, как и остальные участники этого дела, к расстрелу; 11 июня 1942 года Военная коллегия Верховного суда СССР изменила приговор на 10 лет лишения свободы.
Начал работать в закрытых научных учреждениях НКВД, так называемых «шарашках»; 21 июня 1948 года добиваясь освобождения, обратился с письмом к И. В. Сталину (ответа не получил).
В 1952 году по окончании срока отправлен в ссылку в Караганду, где стал работать сантехником-проектировщиком по гражданскому строительству.
В 1955 году был установлен факт фабрикации дела Страховича; реабилитирован 28 мая 1955 года решением Военной коллегии Верховного Суда СССР.
С 1955 года — заведующий кафедры основ теплотехники Ленинградского политехнического института и профессор кафедры глубокого охлаждения Ленинградского технологического института холодильной промышленности.
Умер 21 ноября 1968 года. Похоронен на Большеохтинском кладбище (моршанская дорога; на могиле — каменное надгробие с портретом).

## Семья
Жена, Елена Викторовна (урождённая Гаген-Торн). Их сын Константин.